# KTV Olympia
De Koninklijke Turnvereniging Olympia is een turnvereniging uit Amsterdam.

## Geschiedenis

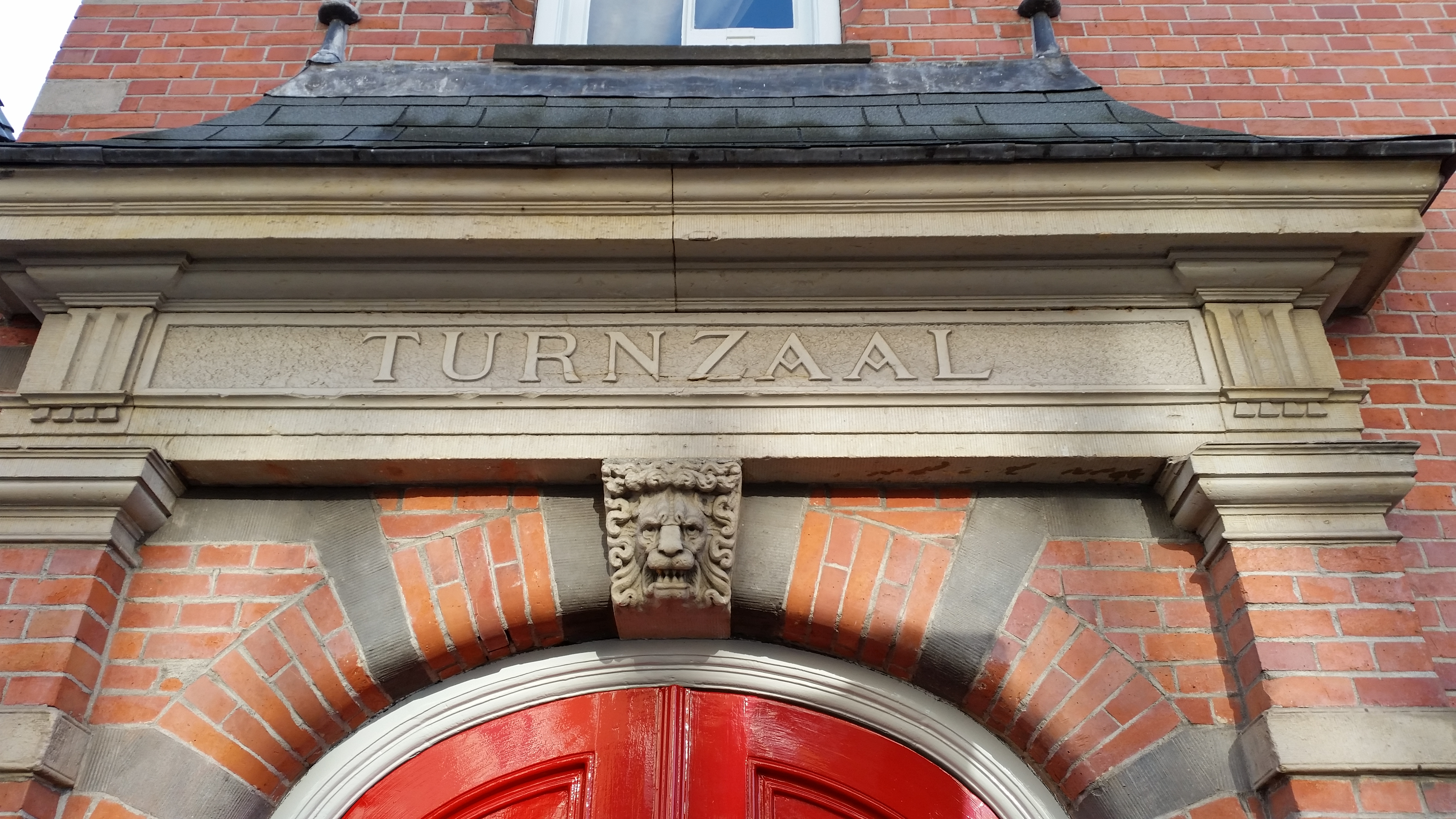
Ingang van de Turnzaal aan de Nieuwe Passeerdersstraat 1

De KTV is de oudste turnvereniging uit Nederland en werd op 3 maart 1863 opgericht. De oprichters waren een aantal onderwijzers van Amsterdamse scholen die van mening waren dat het gymnastiekonderwijs op school te weinig was voor een gezonde lichamelijke ontwikkeling. De eerste voorzitter was C.A. Baader, de eerste secretaris J.F. Orbaan. In 1878 trad de vereniging toe tot het Nederlands Gymnastiek Verbond. In de beginperiode was de activiteit gericht op meerdere sporten en was er ook een schermafdeling. In de beginjaren was de vereniging enkel toegankelijk voor jongens en mannen. Aanvankelijk was de sporthal aan de Westermarkt te Amsterdam het onderkomen. Na een aantal jaren verhuisde de vereniging naar de Turnzaal aan de Nieuwe Passeerderstraat 1 in het centrum, waar later Jeugdtheater De Krakeling werd gevestigd. Hier werden meer dan honderd jaar lang de sportactiviteiten beoefend.

## Ontwikkeling in de twintigste eeuw
In de jaren dertig was de vereniging groot in omvang en omvatte niet enkel turnlessen maar ook een natuurafdeling (de Trekvogels) die trektochten de natuur in maakte, een roeiafdeling die op de Amstel trainde, een schermafdeling en een turnafdeling die deelnam aan wedstrijden. In de jaren zestig van de twintigste eeuw werden vrouwen en meisjes toegelaten tot de vereniging.

## Jubilea en huidige activiteiten
Ter gelegenheid van het 100-jarig bestaan ontving de vereniging het predicaat Koninklijk. Vijfentwintig jaar later werd de vereniging namens de Gemeente Amsterdam onderscheiden met de Erepenning van de Stad Amsterdam. In 1973 moest de vereniging uit de Turnhal vertrekken. Momenteel is de huisvesting een sportaccommodatie in het stadsdeel De Pijp. De focus ligt heden ten dage op het trainen van volwassenen. Veel studenten en voormalig studenten zijn lid van de vereniging.
Tijdens het 150-jarige bestaan, welke is gevierd in De Krakeling, heeft Olympia nogmaals een erepenning van Amsterdam ontvangen. Tijdens het feest is het boek Het Olympiagevoel gepresenteerd, evenals de nieuwe website. Onder leiding van erelid en vaandeldrager André Verhoeven is het publiek geleid naar diverse demonstraties van onder anderen Gert Faber en Saar Rombout. 

## Bekende leden
- Reinier Blom
- Johan Schmitt
- Henricus Thijsen